# Wanda Gugnacka-Fiedor
Wanda Gugnacka-Fiedor (ur. 1945, zm. 3 grudnia 2019 w Toruniu) – polska uczona, biolożka, specjalizująca się w taksonomii roślin. Doktor habilitowana nauk leśnych, profesor i wieloletnia wykładowczyni Uniwersytetu Mikołaja Kopernika w Toruniu. Polarniczka, badaczka tundry arktycznej i miłośniczka Tatr.

## Życiorys
W 1972 ukończyła studia na Wydziale Biologii i Nauk o Ziemi Uniwersytetu Mikołaja Kopernika w Toruniu. Od 1972 roku pracowała w Katedrze i Zakładzie Systematyki i Geografii Roślin tego wydziału. W 1981 obroniła pracę doktorską z taksonomii roślin, 29 września 1995 habilitowała się na podstawie oceny dorobku naukowego i pracy zatytułowanej Zmienność morfologiczna i chemiczna europejskich gatunków rodz. Vaccinium L.. W latach 1998–2012 pełniła funkcję kierownika w Zakładzie Taksonomii i Geografii Roślin Wydziału Biologii i Ochrony Środowiska UMK. Od 2001 r. profesor nadzwyczajny w Instytucie Ekologii i Ochrony Środowiska na Wydziale Biologii i Nauk o Ziemi UMK.
Zmarła 3 grudnia 2019 w Toruniu, gdzie została pochowana 9 grudnia 2019 na Centralnym Cmentarzu Komunalnym.

## Działalność naukowa
Prowadziła badania taksonomiczne głównie w obszarze zmienności morfologicznej i chemicznej oraz ekologii roślin, w szczególności gatunków z rodziny wrzosowatych Ericaceae, w tym rodzaju borówka Vaccinium. Badała także roślinność tundry arktycznej pod kątem sukcesji pierwotnej, typów i dynamiki zbiorowisk, ich produkcji biomasy oraz zależności ekologicznych.
Uczestniczyła w kilku Wyprawach Polarnych UMK na Spitsbergen do Stacji Polarnej UMK Kaffiøyra: III (1978), VIII (1989), XIII (lato 1997), XIX (lato 2000). Prowadziła badania tamtejszej brioflory. 
Prowadziła także badania roślinności Kotliny Toruńskiej. W latach 1998–2004 realizowano pod jej kierunkiem szerzej zakrojone badania florystyczno-fitosocjologiczne obszaru poligonu toruńskiego, obejmujące florę i wybrane zbiorowiska roślinne – głównie murawy i wrzosowiska. Analizowano około 40 powierzchniach różnej wielkości i zarejestrowano wtedy prawie 370 gatunków roślin naczyniowych. Nazwy taksonów roślin jej autorstwa oznaczane są skrótem Gugn.
W toku swojej pracy na UMK wypromowała badaczy: dr Ewę Szyp-Sochacką (2000), dr Wojciecha Ejankowskiego (2005) i dr Annę Ponikierską (2010).
Była członkinią Towarzystwa Turystyczno-Krajoznawczego, w latach 80. XX w. przewodniczyła Kołu nr 2 przy UMK. Członkini Klubu Polarnego Polskiego Towarzystwa Geograficznego. Od 1974 roku należała do Polskiego Towarzystwa Botanicznego, pełniąc w latach 1983–1985 funkcję sekretarza Oddziału Toruńskiego, a następnie w latach 1995–2001 jego przewodniczącej.

## Wybrane publikacje
Autorka kilkudziesięciu prac, w tym:
- Wanda Gugnacka-Fiedor, Zmienność morfologiczna taksonów rodzaju Oxycoccus Hill, Warszawa: Państwowe Wydawnictwo Naukowe, 1986. Brak numerów stron w książce
- Wanda Gugnacka-Fiedor, Anna Siedlewska, Sezonowa zmienność chemiczna Vaccinium myrtillus L. na przykładzie związków fenolowych, „Acta UNC Biol.”, 29, Wydawnictwo Naukowe Uniwersytetu Mikołaja Kopernika w Toruniu, 1988. Brak numerów stron w czasopiśmie
- Wanda Gugnacka-Fiedor, Zmienność morfologiczna i chemiczna liści europejskich populacji Vaccinium uliginosum L., „Acta UNC Biol.”, 40, Toruń: Uniwersytet Mikołaja Kopernika, 1992, s. 257–282.
- Wanda Gugnacka-Fiedor, Agnieszka Piernik, Lokalna plastyczność fenotypowa populacji Salicornia europae L., [w:] Metody numeryczne w badaniach struktury i funkcjonowania szaty roślinnej, Toruń: Wydawnictwo UMK, 1998, s. 265–280.
- Przemysław Zubel, Adam Barcikowski, Wanda Gugnacka-Fiedor, Wykorzystanie metod radiometrycznych do interpretacji struktury przestrzennej roślinności tundrowej (W Spitsbergen), [w:] Przyroda Polski w europejskim dziedzictwie dóbr natury, Polskie Towarzystwo Botaniczne, 2004. Brak numerów stron w książce
- Przemysław Zubel, Adam Barcikowski, Wanda Gugnacka-Fiedor, The interpretation of the northern Kaffiøyra’s (W Spitsbergen) tundra vegetation pattern applying near-ground remotely sensem data and numerical analysis, [w:] International Conference Cryogenic Resources of Polar Regions, Scientific Council on Earth Cryology, Russian Academy of Science, 2007. Brak numerów stron w książce
- Przemysław Zubel i inni, Different faces of polar habitats extremity observed from the angle of arctic tundra plant communities (West Spitsbergen), „Ecological Questions”, 9, 2008, s. 25–36.
- W. Gugnacka-Fiedor, E. Adamska, The preservation state of the flora and vegetation of the artillery range near the city of Toruń, „Ecological Questions”, 12, 2010. Brak numerów stron w czasopiśmie
- Wanda Gugnacka-Fiedor, Taxonomic diversity of mosses in the area of graduation towers in the town of Ciechocinek, „Ecological Questions”, 14, 2011, s. 31–33.
- Ireneusz Sobota i inni, Geographical environment in the vicinity of the Nicolaus Copernicus University Polar Station - Kaffiøyra, [w:] Ancient and modern geoecosystems of Spitsbergen : Polish geomorphological research, Bogucki Wydawnictwo Naukowe, 2013, s. 181-204.